# 馬厄島
72°58′S 126°22′W / 72.967°S 126.367°W
馬厄島（英語：Maher Island）是南極洲的島嶼，位於瑪麗伯德地，處於錫普爾島西北端以北13公里，由美國海軍發現和拍攝空中照片，現時由南極條約體系管理。
馬赫島是一個馬蹄形小島，位於南極洲瑪麗伯德地 (Marie Byrd Land) 海岸附近西普萊島西北端以北 10 公里（6.2 英里）處。 它是最接近「海洋難抵極」（地球的海洋距離陸地最遠的點，又稱尼莫點）的三塊陸地之一。 它有許多裸露的岩石區域，夏季幾乎不結冰。
它是在 1946-47 年美國海軍跳高行動的飛機上發現和拍攝的，並由南極名稱諮詢委員會命名為美國海軍指揮官尤金·馬赫，在 1955-56 年深凍行動期間，USS Glacier 號指揮官。
根據 2011 年衛星圖像估計，一個佔地 51 公頃的場地被國際鳥盟指定為重要鳥類區 (IBA)，因為它支持約 10,000 對阿德利企鵝的繁殖。